# Magine TV
Magine TV war eine Plattform für Internetfernsehen, die sowohl über einen Webbrowser als auch über Apps nutzbar war. Ursprünglich hatte Magine TV seinen Sitz in Schweden. Im Frühjahr 2018 hat sich Magine Deutschland allerdings selbstständig gemacht. Kostenlose Inhalte von Magine TV standen Benutzern nur innerhalb Deutschlands zur Verfügung. Bezahlte Inhalte waren gemäß der EU-Portabilitätsverordnung (2018) EU-weit für deutsche Nutzerkonten verfügbar.

## Geschichte
Magine TV wurde im März 2013 in Schweden gegründet. In einer ersten Finanzierungsrunde konnte das Unternehmen nach eigener Aussage rund 19 Mio. US-Dollar von schwedischen und internationalen Investoren akquirieren und sicherte sich somit das Kapital für weitere Expansionsvorhaben. Nach einer Beta-Testphase startete Magine TV am 24. April 2014 auch in Deutschland, dem für das Unternehmen ersten ausländischen Markt. Das anfängliche Angebot von Magine TV bestand aus 48 Free-TV- und 5 Pay-TV-Sendern sowie allen Regionalfenstern der Dritten Programme. Neben dem ohnehin kostenfreien Angebot an öffentlich-rechtlichen Sendern konnten Nutzer zu Beginn auch die privaten Sender kostenlos über die Plattform streamen. Am 4. September 2014 wurde ein neues Kostenmodell eingeführt. Ab Oktober 2014 waren die privaten und Pay-TV-Sender kostenpflichtig und im Rahmen verschiedener Senderpakete dazubuchbar.
Unter dem Motto „TV for Me“ strebte der Dienst ursprünglich eine verstärkte Individualisierung des Fernseherlebnisses an, die auch die An- und Abwahl einzelner Sender vorsah. Diese Produktstrategie wurde jedoch im Juli 2015 aufgegeben. Nutzer konnten nun zwischen kostenfreiem Zugang mit Zugriff auf die öffentlich-rechtlichen Sender und zwei Bezahlpaketen wählen. Magine TV war das erste Streaming-Unternehmen, das die Sender der RTL-Gruppe in HD anbieten konnte.
Am 28. Januar 2019 wurde bekannt, dass das Angebot von Magine TV zum Ende Februar 2019 eingestellt wird. Im Zuge der Einstellung wurden die TV-Streaming-Kunden an Zattoo verwiesen.

## Verfügbarkeit
Der Endkundendienst von Magine TV wurde schwerpunktmäßig in Deutschland angeboten. In Schweden konzentriert sich Magine Pro mittlerweile auf die Bereitstellung der Technologie für Kunden im B2B-Bereich.
Magine TV verfügte über Lizenzen für die ausgestrahlten Sender nur für das entsprechende Land. Die Erstellung eines Accounts, um Zugriff auf die Inhalte zu erlangen, musste daher in dem Land erfolgen, in dem die Urheberrechtslizenz des Senders lag.

## Finanzierung
Magine TV nutzte ein „Freemium“-Modell. Öffentlich-rechtliche sowie bestimmte Sender des Privatfernsehens wie beispielsweise Comedy Central und Tele 5 standen den Nutzern kostenlos zum Streamen zur Verfügung. Weitere Privat- und Pay-TV-Sender waren kostenpflichtig im Rahmen von Senderpaketen zubuchbar.

## Senderauswahl
| Tarif                                     | Sender |
| ----------------------------------------- | --- |
| Free (Kostenloses Basisangebot, Free-TV)  | ARD HD, ZDF HD, sport1, Tele5, arte HD, ZDF info HD, ZDF neo HD, WELT, Deluxe Music, Comedy Central, Nickelodeon, 3sat HD, Phoenix HD, rbb HD, BR HD, NDR HD, MDR HD, SWR HD, WDR HD, hr-fernsehen HD, tagesschau24 HD, SR, radiobremen TV, ARD-alpha, RiC, KiKa, WDR-Aachen, WDR-Bielefeld, WDR-Bonn, WDR-Dortmund, WDR-Duisburg, WDR-Düsseldorf, WDR-Essen, WDR-Münster, WDR-Siegen, WDR-Wuppertal, BR-Süd, NDR Niedersachsen, NDR SH, NDR MV, MDR SA, MDR Thüringen, SWR-RP, Disney Channel (Deutschland) HD |
| Comfort HD (kostenpflichtig, Pay-TV)      | ARD HD, ZDF HD, RTL HD, ProSieben HD, sat.1 HD, VOX HD, RTL2 HD, kabel eins HD, ProSieben MAXX HD, sport1 HD, Eurosport 1, NITRO HD, DMAX HD, TLC HD, Tele5 HD, Super RTL HD, kabel eins Doku, SIXX HD, Sat.1 Gold HD, arte HD, ZDF info HD, ZDF neo HD, WELT, Deluxe Music HD, Comedy Central HD, Nickelodeon HD, 3sat HD, Phoenix HD, rbb HD, ONE HD, BR HD, NDR HD, MDR HD, SWR HD, WDR HD, hr-fernsehen HD, tagesschau24 HD, CNN International HD, SR, radiobremen TV, alpha, RiC, KiKa HD, WDR-Aachen, WDR-Bielefeld, WDR-Bonn, WDR-Dortmund, WDR-Duisburg, WDR-Düsseldorf, WDR-Essen, WDR-Münster, WDR-Siegen, WDR-Wuppertal, BR-Süd, NDR Niedersachsen, NDR SH, NDR MV, MDR SA, MDR Thüringen, SWR-RP, n-tv HD |
| Comfort HD PLUS (kostenpflichtig, Pay-TV) | 9 zusätzliche Sender für PlayStation Plus-Mitglieder: Sony Channel HD, AXN HD, GINX TV, Sat.1 emotions, kabel eins classics, ProSieben Fun, Auto motor und sport channel HD, Wetter.com TV |
| Deluxe HD (kostenpflichtig, Pay-TV)       | ARD HD, ZDF HD, RTL HD, ProSieben HD, sat.1 HD, VOX HD, RTL II HD, RTL plus HD, kabel eins HD, ProSieben MAXX HD, sport1 HD, Eurosport 1, NITRO HD, DMAX HD, TLC HD, Tele5 HD, Super RTL HD, kabel eins Doku, SIXX HD, Sat.1 Gold HD, arte HD, ZDF info HD, ZDF neo HD, WELT, TNT Film HD, kabel eins CLASSICS, ProSieben FUN, sat.1 emotions, AXN HD, Sony Channel HD, Universal HD, Silverline HD, eSports1 HD, auto motor und sport HD, Motorvision, Motorsport TV HD, Sportdigital, MTV Live HD, Nick Jr., Nicktoons, TOGGO plus HD, Cartoon Network HD, Boomerang HD, Fix & Foxi, E! Entertainment HD, GINX TV, Wetter.com, Deluxe Music HD, Comedy Central HD, Nickelodeon HD, 3sat HD, Phoenix HD, rbb HD, ONE HD, BR HD, NDR HD, MDR HD, SWR HD, WDR HD, hr-fernsehen HD, tagesschau24 HD, CNN International HD, SR, radiobremen TV, ARD-alpha, RiC, KiKa HD, WDR-Aachen, WDR-Bielefeld, WDR-Bonn, WDR-Dortmund, WDR-Duisburg, WDR-Düsseldorf, WDR-Essen, WDR-Münster, WDR-Siegen, WDR-Wuppertal, BR-Süd, NDR Niedersachsen, NDR SH, NDR MV, MDR SA, MDR Thüringen, SWR-RP, n-tv HD |

## Funktionen
Neben dem regulären Live-TV-Programm konnten Nutzer von Magine TV in den mobilen Apps (iOS, Android) auf eine Mediathek („Catch Up“) zurückgreifen und bestimmte Sendungen bis zu sieben Tage nach Erscheinen ansehen. Für vordefinierte Sender waren eine englische Tonspur und deutsche Untertitel verfügbar.

## Unterstützte Geräte
Magine TV war über jeden gängigen Browser auf Mac und PC nutzbar. Außerdem bot Magine TV Apps für Smartphones und Tablets der Betriebssysteme Android und iOS. Ab September 2014 unterstützte Magine TV auch Google Chromecast. Im März 2016 lancierte das Unternehmen eine App für Amazon Fire TV, die auch erstmals In-App-Zahlungen ermöglichte. Ab dem 11. September 2017 war Magine TV auch auf der PlayStation 4 verfügbar. Für alle PlayStation-Plus-Mitglieder wurde das Comfort HD Plus-Paket angeboten. Zusätzlich bekam man neben dem regulären Comfort HD-Paket zusätzlich neun Pay-TV-Sender, wie den Sony Channel, ProSieben Fun und AXN.